# ハノーヴァー万国博覧会

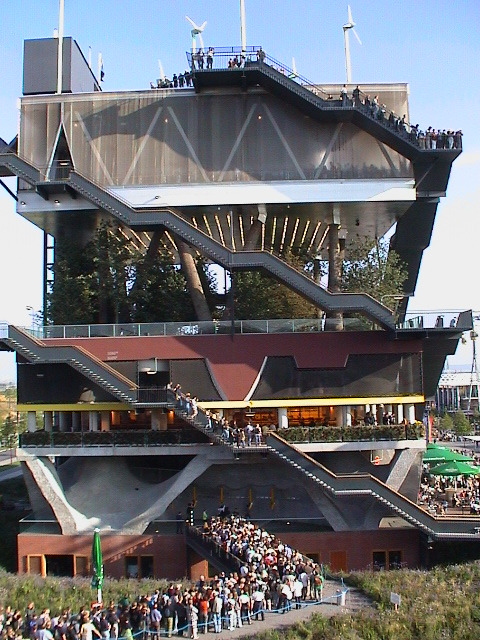
MVRDVが設計したオランダパビリオン

ハノーヴァー万国博覧会（ハノーヴァーばんこくはくらんかい）は、ドイツのハノーファー（ハノーヴァーは英語の発音）で2000年6月1日から10月31日まで開催された国際博覧会である。

## 概要
20世紀最後の万博にしてドイツ初の大型国際博覧会でもある。世界中が地球温暖化等の環境問題に直面する中、テーマを「Mensch, Natur und Technik(人間・自然・技術)」と定め、環境万博を名乗った。会場面積は約160haで、既存の見本市会場で世界最大のハノーファー国際見本市会場の敷地を利用する形で行われ、万博後のメッセの機能向上や知名度向上が期待されていた。191の国や機関が参加（万博史上最多）することになり、ドイツがヨーロッパのほぼ中央に位置することから、人が集まりやすいと考えられ、目標入場者数もかなり多めに推定された。総入場者数は1800万人を記録したが、約24億マルク（約1200億円）の大赤字を生む結果となった。国とハノーファー市が半分づつ赤字分を返済することに合意したが、立件された人物が誰もおらず批判された。ただし、ヘルベルト・シュマルシュティーク元市長はこれで良かったと考えている。
次の万博である2005年日本国際博覧会は、ハノーヴァー万博の課題を引き継ぐ形で計画が進められた。しかし、こちらはハノーヴァーのような予算の無駄遣いをしなかったため。最終黒字を予想より多く計上して終わり、ハノーヴァー万博の失敗があったためか博覧会国際事務局（BIE）から高く評価された。
テーマ曲はドイツのテクノミュージックグループ・クラフトワークと、ドイツのハードロック・ヘヴィメタルバンド・スコーピオンズが担当した。

## マスコット

### トゥイプシー（Twipsy）
テーマである「人間・自然・技術」をイメージして作られた架空の生物。1992年バルセロナオリンピックのマスコットコビーの生みの親であるハビエル・マリスカル (Javier Mariscal)によって1995年に制作された。カラフルな体と、左右非対称の足、片方の手が大きいのが特徴。また、様々なカラーバリエーション存在する。

### テレビアニメ
トゥイプシー（独:Twipsy、英:Twipsy）は、1999年11月1日から2000年4月24日にZDF、KiKA系列において、同名でテレビアニメ化(なお日本では放送は未放送)、2D/3Dで作られた、ハノーヴァー万国博覧会の公式マスコットのトゥイプシーを主人公にしたテレビアニメ。EM.TV（現・スポーツ 1 メディア AG）により製作された。全26話。

#### あらすじ
ニックとアルバートはコンピューターを使っていた。ニックの妹であるリッシーはジュースをコンピューターに繋がった電源タップにこぼしてしまった。すると、一瞬にして部屋の照明が消え、ニックはサイバースペースに居た。その後、主人公のサイバーメッセンジャーのトゥイプシーと出会う。果たしてニックはサイバースペースから脱出できるだろうか、トゥイプシーは目的のメールを無事に送れるのか。

### 登場人物

#### サイバースペースの登場人物
- トゥイプシー（声 - ダン・ラッセル）

見た目は左右非対称であり、頭の後ろには延長部、右腕が大きく、左足がハイヒールのような足のサイバースペースの生物。主人公である。
- モシー・ドシー・ドウ（声 - ダン・ラッセル）
- ガ・ゾンク（声 - トニ・バリー）
- スルーピー（声 - ボブ・セイカー）
- フリット（声 - アラン・マリオット）
- ドレイウェル（声 - アラン・マリオット）
- ジト（声 - ローレル・レフコウ）
- モートレイ（声 - アラン・マリオット）
- インタフォーメーション・コントロール・ボス（声 - ボブ・セイカー）
- インタフォーメーション・コントロール・アシスタント（声 - トニ・バリー）
- セルフガード（声 - ボブ・セイカー）
- ミス・インタフォーメーション（声 - トニ・バリー）

金髪の顔に口が２つがある女性である。
- ミスター・ノウ・イト・オール（声 - アラン・マリオット）
- ミスター・ニート（声 - アラン・マリオット）
- ルーマー・ルーマー（声 - ローレル・レフコウ）
- ジャック（声 - ボブ・セイカー）
- ジル（声 - トニ・バリー）
- データイーター（声 - ボブ・セイカー）

メールやデータなど食う。蜘蛛のような見た目のサイバースペースの生物。悪役である。

### 現実世界の登場人物

#### ウォーカー家の登場人物
- ニック・ウォーカー（声 - アラン・マリオット）

金髪の13歳の少年。
- リッシー・ウォーカー（声 - ローレル・レフコウ）

ニックの妹。金髪の8歳の女の子である。
- スタン・ウォーカー（声 - ボブ・セイカー）

ニックの父。金髪の男性である。
- ドクターウォーカー(エレイン・ウォーカー)（声 -トニ・バリー)

ニックの母。金髪のメガネをしている女性である。
- チャップ

ニックのペットである。イヌである。

#### バークホルン家の登場人物
- アルバート・バークホルン（声 - アラン・マリオット）

メガネをしている12歳の少年（人間）で、ニックの友達である。
- ハーバート・バークホルン（声 - アラン・マリオット）

アルバートの弟。
- ヘルガ・バークホルン（声 - トニ・バリー)

#### その他
- レイチェル(声 - ローレル・レフコウ)
- ルター(声 - ローレル・レフコウ)
- その他(声 - トニ・バリー、ボブ・セイカー)